# Macrostylis affinis
Macrostylis affinis är en kräftdjursart som beskrevs av Yakov Avadievich Birstein1963. Macrostylis affinis ingår i släktet Macrostylis och familjen Macrostylidae. Inga underarter finns listade i Catalogue of Life.